# 中本修平
中本 修平（なかもと しゅうへい、1957年4月29日 - ）は、日本の自動車技術者。ホンダの2輪・4輪レース活動において技術責任者を務めた。

## プロフィール
鳥取県出身。市立醇風小学校では野球をして過ごす。その後、サッカー、ラグビーなども経験し、中学校時代は学校からいじめを無くすほどの人望があった。友人の死から医者を目指すが失敗、浪人生活を経て、東京理科大学理工学部機械工学科に入学。
大学卒業後の1983年、本田技研工業に入社し、ホンダ・レーシング（HRC）に配属される。以後17年間に渡って2輪レース部門の車体開発などに携わり、スーパーバイク世界選手権や鈴鹿8時間耐久ロードレース仕様のRVF/RC45を筆頭にプロジェクトリーダーを歴任し、ホンダチームに数多くの勝利をもたらした。
その功績を買われ、2000年からホンダの第3期F1プロジェクトに参加。現場監督という役目を任され、レースは勿論、ほとんどのマシンテストにも同行し開発、指揮を執る。2002年にホンダ・レーシング・ディベロップメント (HRD) のレース・テストチーム・マネージャーに就任する。
2003年にはHRDのエンジニアリング・ディレクターに就任。しかし、2004年のF1実戦においてエンジントラブルが目立ち、技術開発の責任者的立場として主に欧州メディアから批判を受けるが、これに耐えながらエンジン開発を進める。当時B・A・RホンダでF1に参戦していた佐藤琢磨が同年のアメリカGPで3位初表彰台に立った時には、｢あいつ（佐藤）にはこれまでフラストレーションの溜まるレースをさせてしまっていたから…｣と嬉しさに涙を流しながらインタビューに答えた。
2006年にB・A・Rがホンダ・レーシング・F1チームとなり、HRDのテクニカル・ディレクターに就任。成績不振により6月にジェフ・ウィリスが解任されるとシニア・テクニカル・ディレクターに就任し、技術部門の総責任者となる。ハンガリーGPではジェンソン・バトンのドライブによりホンダF1の復帰後初勝利（通算3勝目）を体験する。
2007年、責任者となって初めて手掛けたRA107では、前任者のウィリスの下での比較的保守的な設計思想を改め、斬新な設計デザインを採用したが、極度の成績不振に終わった。2008年は前年の技術的なつまずきに伴い体制変更が行なわれ、ホンダ・レーシング・F1チーム ディピュティ・マネージング・ディレクターの肩書きに変わったが、これまでと同様に技術部門を統括した。
ホンダは2008年限りでのF1撤退を発表。中本は12月1日付で本田技術研究所二輪開発センター執行役員兼HRC副社長に就任し、9年間のF1生活を終える。すべてのレースに同行し、目にポリオができるほどの勤務をした。HRC副社長就任後には、MotoGPに参戦するワークスチーム「レプソル・ホンダ」のチーム代表も兼任しており、F1時代と同様全てのレースに同行。RC212Vのエンジン及びエンジンマネジメント開発の為に自身の下でF1エンジンの開発を行っていたエンジニアを招聘するなど手腕を振るった。
2017年にホンダを定年退職し、同年8月にMotoGPを運営しているドルナスポーツの特別アドバイザーに就任した。
現在はドルナの特別アドバイザー業と平行して、所沢市で、STM Tennis park Tokorozawaを経営している。
エンジン開発には非常に厳しく、寝る間も惜しみ研究・開発をする努力家。妻は東京薬大卒業の元薬剤師、息子二人。